# Tribus (Rom)
Tribus (overs. 'stamme'  eller 'klan') eller tribe var en opdelingen af de romerske borgere under den Romerske Republik og det efterfølgende Romerske Kejserrige. Opdelingen tjente både militære og afstemningsformål. Eftersom disse triber blev konstitueret i Comitia Tributa (også benævnt Tribus-forsamlingen), var de stemmeenheder i en lovgivende forsamling i den Romerske Republik.
I henhold til romersk traditionen blev de første tre triber etableret af Romulus. Hver af disse triber var opdelt i ti kurier (eller curia), som var stemmeenheder i Comitia Curiata. Selvom kurier fortsatte gennem romersk historie, forsvandt de tre oprindelige triber gradvist fra historien.
Muligvis påvirket af den oprindelige inddeling af det romerske folk i triber, etablerede Servius Tullius fire triber, som delte Rom og forskellige pagi – disse blev senere til sytten triber i landdistrikterne. Efter dannelsen af den Romerske Republik blev disse triber samlet i en folkeforsamling kaldet Comitia Tributa. I takt med at den romerske befolkning og dens territorium voksede, blev der dannet femten yderligere triber – den sidste i 241 f.Kr.
Alle romerske borgere blev indskrevet i én af disse triber, hvorigennem de var berettiget til at stemme om valg af visse magistrater, religiøse embedsmænd, retsafgørelser i visse sager (der berører plebejer), og vedtage resolutioner om forskellige forslag fremsat af plebejertribuner. Selvom Comitia Tributa mistede de fleste af sine lovgivende funktioner under det Romerske Kejserrige, forblev det vigtigt at indskrive romerske borgere i én triber frem til i hvert fald det tredje århundrede e.Kr.

## De romuleske triber
I henhold til den romerske tradition dannede Romulus kort efter grundlæggelsen af Rom de første tre tribus (eller triber): Ramnes, Tities og Luceres. Etymologien af det latinske ord tribus er uklart: det kan relatere sig til ordet for tre (tres), eller kan være et beslægtet udtryk fra Iguvine-tavlerne, der henviser til fællesskabet som helhed. Andre siger, at ordet i stedet er afledt af tribuere, der henvisning til divisioner og fordelinger.

### Dannelse
Livius fortæller, at efter Sabinerindernes Rov angreb sabinerne – ledet af Titus Tatius – Rom og kom med succes ind i byen. Efter voldsomme kampe trådte de sabinske kvinder selv ind mellem deres mænd og deres fædre for at forhindre yderligere blodsudgydelser. En fred blev efterfølgende indgået, hvor Romulus og Tatius regerede i fællesskab, hvilket afstedkom at en stor sabinsk befolkning flyttede til Rom. Byen var således i begyndelsen ligeligt fordelt mellem latinere og sabinere. Efter dette – traditionelt dateret til 750 f.Kr. – dannede Romulus triberne.
Disse første triber – kendt som de tre "romuleiske tribus" – har ofte været formodet at repræsentere de store etniske grupper i det tidlige Rom. I henhold til denne teori repræsenterede Ramnes sandsynligvis Roms latinske befolkning, Tities repræsenterer sabinerne, mens Luceres sandsynligvis repræsenterede etruskerne. Rom lå på Tiberen – den traditionelle grænse mellem Etrurien og Latium – og kan have haft en betydelig etruskisk befolkning fra begyndelsen. Der var eksempelvis et betydeligt etruskisk element i den romerske befolkning i det sjette århundrede f.Kr. Ligeledes var Roms femte og syvende konge etruskiske, og mange af Roms kulturinstitutioner var af etruskisk oprindelse. Det kan være fra denne periode – snarere end Romulus' tid – at institutionen Luceres hører hjemme. Faktisk ser navnene på alle tre af de romuleiske triber ud til at være etruskiske.
Til trods for at teorien om, at de romuleiske triber repræsenterede byens oprindelige etniske komponenter fortsat er repræsenteret i moderne videnskab, er den aldrig blevet universelt accepteret – og denne teori afvises af mange forskere. Dette skyldes, at "tanken om, at de tre triber var forskellige etniske grupper, ikke har nogen støtte i de gamle kilder". Historikeren Kathryn Lomas tilskriver i bogen "Rise of Rome" fra 2018 forklaringens popularitet til nationalistisk politik i det 19. og 20. århundrede.

### Kurie
Disse tre triber blev igen opdelt i tredive kurie (eller curia) – eller afdelinger – hvis organisation er uklar. Ordets etymologi kan stamme fra co-viria – en forsamling af mænd – hvor hver gruppe vælger en leder, kendt som en curio. Blandt curiones blev én udvalgt som leder af alle curiae og fik titlen curio maximus. Medlemmerne af curiae var kendt som curiales . Hver curia havde deltagelse af en præst – eller curio – som blev assisteret af en anden præst – kendt som flamen curialis – der i fællesskab påtog sig menighedens religiøse forpligtelser. Hver havde også sit eget mødested – også kendt som en curia.
Kurierne skulle efter sigende være opkaldt efter tredive af de sabinske kvinder. Men af de ni kurie, hvis navn kendes i dag, er flere af navne af geografisk oprindelse. De eneste kurie, hvis navne i dag kendes, er: Acculeia, Calabra, Faucia, Foriensis, Rapta, Tifata, Titia, Veliensis, og Velitia.
Tidligere var det en udbredt opfattelse, at medlemskab af kurierne var begrænset til patricierne. Mommsen argumenterede dog i overbevisende grad for, at plebeierne var med i afstemningen – og denne opfattelse ser i dag ud til at have sejret; plebejerne var inkluderet enten fra begyndelsen eller i det mindste fra en tidlig dato; sikkert fra den Romerske Republiks tidligste år.

## Servius Tullius' triber
I henhold til romersk tradition var Servius Tullius den sjette konge af Rom (traditionelt r. 579 – 534 BC). Servius afskaffede i henhold til romersk tradition de romuleiske triber (dog ikke curiae) og inddelte byen i fire "by-triber" og 26 pagi som smeltede sammen til 17 triber i landdistrikterne. Navnene på de fire "by-triber" var baseret på de fire regioner i byen, som de repræsenterede, mens navnene på triberne i landdistrikterne sandsynligvis var baseret på navnene på familier, der ejede betydelige arealer i disse områder.
Hver tribe var både en territorial og administrativ enhed, som havde embedsmænd kaldet tribules, der optalte og faciliterede triber-medlemmernes stemmer. En anden gruppe embedsmænd, divisores, koordinerede gaver blandt triber-medlemmer og blev regelmæssigt impliceret i valgbestikkelse under den sene Romersk Republik.
Yderligere embedsmænd omfattede et curator tribuum, der fungerede som tribernes leder, og tribuni aerarii – eller tribuner for statskassen – hvis ansvar var at sørge for tribernes økonomiske forpligtelser. Her var de enkelte triber ansvarlig for at opkræve krigsskatten og udlodde løn til tribernes soldater.
Medlemskab af en tribe var det umiddelbar bevis på romersk statsborgerskab og dannede samtidig grundlaget for hæren. Mod slutningen af den Romerske Republik blev triberne så vigtig, at de blev en officiel del af en romers navn. Navnet på en tribe ville normalt optræder i de mest formelle dokumenter og inskriptioner – her var navnet på triben skrevet mellem en borgers filiation og ethvert cognomina.

### Senere triber
Datoerne for dannelsen af de resterende triber er alle kendte. Da Appius Claudius flyttede til Rom sammen med sine clientes i 504 f.Kr., blev han optaget i patriciatet og tildelt landområder i regionen omkring Anios munding. Disse nybyggere blev grundlaget for tribus Claudia, som blev optaget i 495 f.Kr., under Claudius' konsulat. De blev efterfølgende udvidet til at tribus Crustumina eller Clustumina. Yderligere fire triber blev tilføjet i 387 f.Kr.: Arniensis, Sabatina, Stellatina og Tromentina.
Med udvidelsen til Volscian-territoriet i 358 f.Kr., blev yderligere to triber dannet: Pomptina og Publilia (også kendt som Poblilia). I 332 indskrev censorerne Quintus Publilius Philo og Spurius Postumius Albinus yderligere to triber: Maecia (oprindeligt Maicia) og Scaptia. Ufentina (eller Oufentina) og Falerina fulgte efter i 318 f.kr., mens Aniensis og Terentina blev dannet i 299 f.Kr. De sidste to triber, Quirina og Velina, blev etableret i 241 f.Kr., hvilket bragte antallet af triber til 35.
Navnene på de forskellige triber varierer, både som følge af skrivefejl og ændringer i latinsk ortografi. For eksempel må triben Maecia oprindeligt have været Maicia på grund af dens forkortelse som Mai; Crustumina og Clustumina bruges i omskifteligt.

## Liste over stammer
Med deres sædvanlige forkortelser var triberne:
| De fire bystammer - Collina (Col.) - Esquilina (Esq.) - Palatina (Pal.) - Suburana (Sub./Suc.) | Stammer fra landdistrikterne - Aemilia (Aem.) - Aniensis (Ani.) - Arniensis (Arn.) - Camilia (Cam.) - Claudia (Cla.) - Crustumina (Clu.) - Cornelia (Cor.) - Fabia (Fab.) | - Falerina (Fal.) - Galeria (Gal.) - Horatia (Hor.) - Lemonia (Lem.) - Maecia (Mae./Mai.) - Menenia (Men.) - Papiria (Pap.) - Pollia (Pol.) | - Pomptina (Pom.) - Publilia (Pub./Pob.) - Pupinia (Pup.) - Quirina (Qui.) - Romilia (Rom.) - Sabatina (Sab.) - Scaptia (Scap.) - Sergia (Ser.) | - Stellatina (Ste.) - Terentina (Ter.) - Tromentina (Tro.) - Ufentina (Ouf.) - Velina (Vel.) - Veturia (Vet.) - Voltinia (Vol.) |